# Hoogbrug (Mechelen)

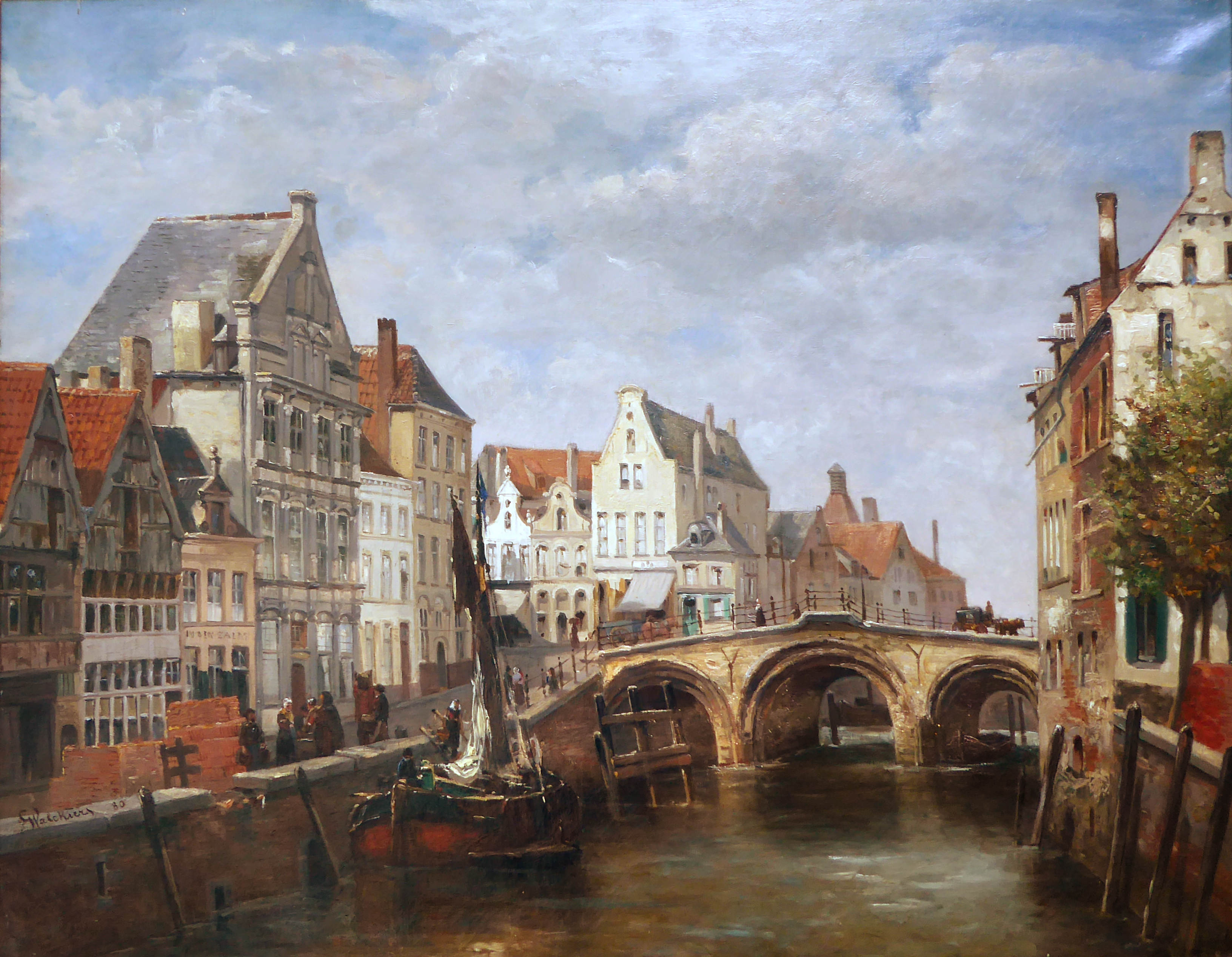
Hoogbrug 1880, schilderij van Gustave Walckiers

De Hoogbrug of Grootbrug is de oudste stenen brug in België. Ze overspant de Dijle en verbindt de IJzerenleen met de Guldenstraat. De brug is een boogbrug met 4 gewelven (van resp. 6, 10, 7 en 5 m lang).
De 13e-eeuwse brug is gebouwd met zandsteen en was voorzien van kantelen omdat ze deel uitmaakte van de stadsverdediging. Voordat de IJzerenleen overwelfd werd liep er een vliet, die ook door de Hoogbrug overbrugd werd. Dit kan men nog steeds zien aan de laatste boog, die gehoekt op de brug staat.

## Tolhuisje
Aan de kant van de Guldenstraat staat er naast de brug een klein 15e-eeuws tolhuis, dat door de Mechelaars het Overschotje wordt genoemd.
Battelbrug · Colomabrug · Fonteinbrug · Heffenbrug · Hoogbrug · Katelijnepoortbrug · Koepoortbrug · Kraanbrug · Minderbroedersbrug · Nekkerspoelbrug · Plaisancebrug · Roostenbergbrug · Van Kesbeeckbrug · Walembrug · Winketbrug · Withuisbrug · Zennegatsluisbrug